# منتخب السويد لكرة اليد الشاطئية
منتخب السويد لكرة اليد الشاطئية هو ممثل السويد الرسمي في المنافسات الدولية في كرة اليد الشاطئية
.